# Nelas
Nelas là một huyện thuộc tỉnh Viseu, Bồ Đào Nha. Huyện này có diện tích 126 km², dân số thời điểm năm 2001 là 14283 người.